# Swedenborgianie
Swedenborgianie – wyznawcy chrześcijańskiej doktryny religijnej i mistycznej Emanuela Swedenborga (1688 – 1772); nazywani są: Nowi Chrześcijanie, Nowy Kościół, Kościół Nowego Jeruzalem. Na świecie jest ich około 25-30 tys.

## Historia
Swedenborg pisał o powstaniu nowego Kościoła, opartego na jego doktrynie, lecz sam nigdy nie próbował go założyć. Dopiero 15 lat po jego śmierci, 7 maja 1787 w Anglii założono taki Kościół, który rozpoczął aktywną działalność misjonarską, głównie w USA i Afryce (zgodnie z opinią Swedenborga, że czarnoskórzy są „z natury” gotowi do przyjęcia jego wiary). Wyznawcy popierali także abolicjonizm w USA i przyjmowali do swoich domów wyzwolonych lub zbiegłych niewolników.
W XIX w. doktryna uległa silnemu wpływowi okultyzmu i stała się teozofią, a wyznawcy praktykowali alchemię i wróżbiarstwo.
W USA swedenborgianie utworzyli w 1817 „Generalną Konwencję Nowego Kościoła”, dziś znaną jako „Swedenborgiański Kościół Ameryki Północnej” z ośrodkiem w Newton. Pod koniec XIX w. odłączył się od niego „Nowy Kościół Pana Nova Hierosolyma” (z ośrodkiem w Bryn Athyn). Obecnie te kierunki mają łącznie 33 kościoły i około 5000 wyznawców (liczba wyznawców zmalała o połowę od początku XX w.)
Ponadto w Południowej Afryce i USA istnieje swedenborgiański „Nowy Kościół Pana”, w Australii żyje ponad 500 swedenborgian, w Niemczech – około 200.
Część swedenborgian nie należy do żadnej zorganizowanej wspólnoty i praktykuje własną „drogę duchową”, np. spirytualizm religijny, odrzucając istnienie Trójcy Świętej.
Dzisiaj niewielka grupa religijna, w XIX w. wywarła znaczny wpływ na wielu wybitnych pisarzy i myślicieli (m.in. Honoré de Balzac, Charles Baudelaire, William Blake, Ralph Waldo Emerson, Walt Whitman i Carl Jung). Współcześnie elementy swedenborgianizmu pojawiły się w serialu telewizyjnym Królestwo.

## Doktryna
- Jezus Chrystus jest jedynym Bogiem; w nim zawiera się Trójca Święta
- warunkiem zbawienia jest wiara w Jezusa i praktykowanie miłosierdzia
- zło pochodzi od ludzi i przez nich powinno być odrzucone
- trzeba praktykować dobre uczynki, bo pochodzą one od Boga i są warunkiem dobrego życia chrześcijańskiego
- kochający Boga i miłosierni dla innych ludzi będą zbawieni, a egoiści i materialiści zostaną potępieni[1]
- małżeństwo jest zawierane na wieczność i trwa po śmierci jako związek duchowy (osoby, które nie zawarły małżeństwa za życia, znajdą duchowego współmałżonka po śmierci)
- obecnie odrzucany jest spirytyzm, spirytualizm religijny i okultyzm